# Iris Zero
Iris Zero (яп. アイリス・ゼロ Airisu Zero, Ирис Зеро) — японская манга, рассказывающая о повседневной жизни парня, который живёт в обществе, где почти каждый его ровесник владеет различными сверхспособностями («Ирисами»). Однако сам главный герой является единственным учеником в своей школе, который не обладает Ирисом, поэтому ему приходится пользоваться только своим собственным интеллектом, чтобы помогать своим друзьям и тем, кто просит его о помощи. Автор манги — Пиро Сики, художник — Такана Хотару. Манга публикуется в журнале Monthly Comic Alive с апреля 2009, однако с 2012 года и до октября 2013 выпуск был временно приостановлен, в связи с тем, что художник, Такана Хотару, был госпитализирован.

## Сюжет
В мире, где у каждого есть те или иные своего рода эсперские способности, главный герой был лишен их с рождения. В результате чего считался изгоем в обществе и не пользовался популярностью среди своих сверстников. Он старается не привлекать к себе лишнее внимание, но однажды на перемене к нему обращается популярная в школе девушка. Она просит его помочь найти президента школьного совета, потому что он единственный во всей школе, кто подходит на эту роль.

## Персонажи
Тору Мидзусима (яп. 水島 透) — главный герой манги, он же «Ирис Зеро». Обладает развитым воображением и способностью лучше других оценивать ситуацию. Живёт по принципу «минимальной заметности». Будучи единственным в своей школе, кто не обладает Ирисом, Тору становится изгоем в своем классе и почти ни с кем не общается, он даже почти не помнит лиц своих одноклассников. В младшей школе, чтобы избежать издевательств, Тору врал, что у него есть Ирис, который может определять Ирисы других, однако на самом деле Тору просто угадывал их. Но очень скоро Асахи, тогдашняя одноклассница Тору, раскрыла всем его обман.
Коюки Сасамори (яп. 佐々森 小雪 ) — одна из самых популярных девушек в школе. Учится в параллельном с Тору классе. Её Ирис позволяет ей видеть «подходящих людей». Коюки определяет их по знакам, которые видит над их головами. Тот, кто подходит имеет знак «O», а тот, кто нет — «X». Когда в первой главе манги Коюки не могла найти нового президента школьного совета, Тору оказался единственным, кто подошел на роль того, кто может его отыскать. Однако он отказывается от этой должности, и Коюки приходится сказать, что она не нашла никого подходящего. Из-за того, что она не смогла во всей школе найти подходящего человека и из-за того, что она начала общаться с Тору, многие начали подозревать Коюки в том, что она сама «Ирис Зеро», но благодаря помощи Тору, который дал понять, что нельзя увидеть то, что у тебя самого на голове, все решают, что Коюки не смогла никого увидеть, потому что она сама подходящий кандидат. После этого Коюки становится другом Тору и, в конечном итоге, даже влюбляется в него.
Хидзири Синодзука (яп. 篠塚 聖 ) — одноклассник Коюки. До того как Тору встретил Коюки, Синодзука был его единственным другом. Его Ирис позволяет ему видеть приближающеюся смерть живых существ. Чем меньше времени кому-то осталось жить, тем больше черных бабочек летают вокруг него. Носит рубашки с длинными рукавами, чтобы скрыть следы от неудачных попыток самоубийства. Синодзуки становится другом Тору в средней школе, после того, как Тору помогает ему предотвратить гибель дорогой для него девушки.
Асахи Юки (яп. 結城 あさひ ) — одноклассница и лучшая подруга Коюки. В детстве была довольно близка с Тору, до того, как рассказала всем, что он — «Ирис Зеро». Её Ирис позволяет ей видеть ложь людей в виде вырастающего хвоста чертенка. После того как Тору помог ей в сложной ситуации, они снова становятся друзьями.
Нанасэ Куга (яп. 久贺 七瀬 ) — одноклассница Тору. Малообщительная и тихая девушка. Её Ирис позволяет ей видеть эмоции людей в виде цветных крыльев.
Харуми Токита (яп. 时田 晴海 ) — одноклассник Тору и Куги. С детства дружит с Кугой. Его Ирис позволяет ему видеть любовное влечение, в виде стрелок. Токита влюблен в Кугу, но скрывает от неё свои чувства, так как знает, что она не ответит ему взаимностью.